# Cecropia metensis
Cecropia metensis är en nässelväxtart som beskrevs av José Cuatrecasas. Cecropia metensis ingår i släktet Cecropia och familjen nässelväxter. Inga underarter finns listade i Catalogue of Life.